# قارة

خريطة متحركة ذات ترميز لوني توضّح القارات المختلفة. اعتماداً على الحدود بين القارات، قد يتم توحيد أو تقسيم بعض القارات: على سبيل المثال، غالباً ما تقسم أوراسيا إلى آسيا وأوروبا (مظللة بالأحمر)، بينما تعرف أمريكا الشمالية وأمريكا الجنوبية أحياناً بـ «الأمريكتان» (مظللة بالأخضر).

القارّة (بالإنجليزية: Continent)‏ هي كتلة ضخمة جداً من أراضي اليابسة، يتم تحديدها عموماً بواسطة بالعرف بدلاً من اعتماد معايير ضيقة؛ ثمة سبع مناطق جغرافية تعرف بأنها قارات، وهذه المناطق السبع مرتبة من الأكبر إلى الأصغر وهي آسيا وإفريقيا وأمريكا الشمالية وأمريكا الجنوبية وأنتاركتيكا وأوروبا وأستراليا. ثمة اختلافات في هذه التقسيمات، قد تدمج بعضها ليصبح عدد القارات أقل من سبعة؛ على سبيل المثال، تسمي بعض الأنظمة أفرو-أوراسيا أو أوراسيا أو الأمريكتين كقارات منفردة بذاتها..
غالبًا ما تُجمع الجزر المحيطية مع القارة القريبة منها، وذلك لتكون جميع الأراضي في العالم مقسمة إلى مناطق جغرافية. بموجب هذه الحقيقة، تُجمع معظم الدول والأقاليم الجزرية الواقعة في المحيط الهادئ مع قارة أستراليا لتشكيل منطقة جغرافية تسمى أوقيانوسيا.
في الجيولوجيا، تُعرف القارة بأنها "إحدى كتل اليابسة الرئيسية على الأرض، بما في ذلك الأراضي البرية الجافة ووالرفوف القارية. تتوافق القارات الجيولوجية مع ست مناطق كبيرة من القشرة القارية الموجودة في الصفائح التكتونية، لكن يستثنى منها أجزاء قارية صغيرة مثل مدغشقر، حيث يُشار لها بالقارات الصغيرة. من المعروف أن القشرة القارية توجد فقط على الأرض.

## التعريفات والاستخدام
اصطلاحاً، تعرف القارة بأنها «كتل كبيرة متصلة أو غير مترابطة من اليابسة، مفصولة عن بعضها البعض بمسطحات مائية».  في التصنيفات الحديثة التي تسرد 5 قارات معترف بها أو أكثر، يوجد على الأقل قارتان ترتبطان ببعضهما براً بطريقةٍ ما (أي كتل قارية). أما استخدام تعبير «كبيرة» فقد يؤدي إلى تصنيف عشوائي؛ على سبيل المثال تعتبر جرينلاند أكبر جزيرة في العالم فحسب بمساحةٍ تقدّر بـ2,166,086 كيلومتر مربع (836,330 ميل2)، بينما تعتبر أستراليا أصغر قارة في العالم على الرغم من أن مساحتها 7,617,930 كيلومتر مربع (2,941,300 ميل2). يعرّف بيار جورج في كتابه «معجم المصطلحات الجغرافية» القارة بأنها مساحة واسعة من الأرض محاطة بالمحيطات.

لكل جزء من أجزاء اليابسة الرئيسية ساحل واحد ذي محيط جغرافي متصل، يُقسم لعدة من العناصر الجغرافي ذات محيط جغرافي حسب القارات ومعايير المناطق الجغرافية المختلفة.

## الامتداد
إن المعنى الأكثر تقييدًا للقارة هو استمرار مساحة من الأرض أو البر الرئيسي، مع الخط الساحلي وأي حدود برية تشكل حافة القارة. وبهذا المعنى، فإن مصطلح أوروبا القارية (يشار إليه أحيانًا في بريطانيا باسم «القارة») يُستخدم للإشارة إلى البر الرئيسي لأوروبا، باستثناء الجزر مثل بريطانيا  وآيسلندا وأيرلندا ومالطا، بينما قد يشير مصطلح قارة أستراليا إلى البر الرئيسي لأستراليا، باستثناء غينيا الجديدة وتاسمانيا والجزر المجاورة الأخرى. وبالمثل، تشير الولايات المتحدة القارية إلى الولايات الثمانية والأربعين المتجاورة ومقاطعة كولومبيا وقد تشمل ألاسكا في شمال غرب القارة (تفصل كندا بينهما)، بينما تستثنى هاواي في المحيط الهادئ.
من منظور الجيولوجيا أو الجغرافيا الطبيعية، قد تمتد القارة إلى ما وراء حدود الأراضي الجافة المستمرة لتشمل المنطقة المجاورة الضحلة والمغمورة بالمياه (الجرف القاري) والجزر الموجودة على الجرف (الجزر القارية)، إن كانت هيكليًا جزءًا من القارة.
من هذا المنظور، فإن حافة الجرف القاري هي الحافة الحقيقية للقارة، إذ تختلف الشواطئ مع التغيرات في مستوى سطح البحر. وبهذا المعنى، تشكل جزر بريطانيا وأيرلندا جزءًا من أوروبا، بينما تشكل أستراليا وجزيرة غينيا الجديدة معًا قارة.
قد يتجاوز مفهوم القارة الجرف القاري ليشمل الجزر المحيطية والأجزاء القارية، من ناحية البنية الثقافية. وبهذه الطريقة، تعتبر آيسلندا جزءًا من أوروبا ومدغشقر جزءًا من أفريقيا. ولإيصال المفهوم إلى أقصى حدوده، جمع بعض الجغرافيين الصفيحة القارية الأسترالية مع الجزر الأخرى في المحيط الهادئ في «شبه قارة» واحدة تسمى أوقيانوسيا. وهذا يقسم سطح الأرض بالكامل إلى قارات أو شبه قارات.

## الانفصال
عادة ما يخفف معيار أن كل قارة هي كتلة أرضية منفصلة بسبب الاتفاقيات التاريخية والاستخدام العملي. من بين القارات السبع المعروفة عالميًا، تعد القارتان القطبية الجنوبية وأستراليا منفصلتين تمامًا عن القارات الأخرى عن طريق المحيط. ولا تعرف العديد من القارات على أنها أجسام متمايزة تمامًا، ولكن على أنها «كتل متفرقة من الأرض إلى حد ما». يصل برزخ السويس بين آسيا وإفريقيا، كما برزخ بنما بين أمريكا الشمالية والجنوبية. وفي كلتا الحالتين، لا يوجد فصل كامل لهذه الكتل الأرضية بالمياه (بغض النظر عن قناتي السويس وبنما، فهما ضيقتان وضحلتان، وكذلك من صنع الإنسان). وكل من هذه البرازخ ضيقة جدًا مقارنة بالجزء الأكبر من الكتل الأرضية التي توحدها.
يجري التعامل مع أمريكا الشمالية وأمريكا الجنوبية على أنها قارات منفصلة في نموذج القارات السبع. ومع ذلك، قد يُنظر إليهما أيضًا على أنهما قارة واحدة تُعرف باسم أمريكا. وكانت وجهة النظر هذه شائعة في الولايات المتحدة حتى الحرب العالمية الثانية، وظلت سائدة في بعض النماذج الآسيوية للقارات الست. يظل نموذج القارة الأمريكية الواحدة هو الرأي الأكثر شيوعًا في فرنسا وألمانيا واليونان والمجر وإيطاليا ومالطا والبرتغال وإسبانيا ودول أمريكا اللاتينية.
ويُتجاهل معيار الكتلة الأرضية المنفصلة تمامًا إذا جرى تصنيف كتلة اليابسة المستمرة في أوراسيا على أنها قارتان منفصلتان (أوروبا وآسيا). ومن ناحية الجغرافية الطبيعية، تعد أوروبا وشبه القارة الهندية شبه جزيرة من اليابسة الأوراسية. ومع ذلك، تعتبر أوروبا على نطاق واسع قارة بمساحة أرضها الكبيرة نسبيًا التي تبلغ 10.180.000 كيلومتر مربع (3930.000 ميل مربع)، بينما شبه القارة الهندية، مع أقل من نصف هذه المساحة، تعتبر شبه قارة. أما النظرة البديلة - في الجيولوجيا والجغرافيا - بأن أوراسيا هي قارة واحدة ينتج عنها رؤية ست قارات للعالم. يرى البعض فصل أوراسيا إلى آسيا وأوروبا على أنه من بقايا المركزية الأوروبية: «في التنوع المادي والثقافي والتاريخي، يمكن مقارنة الصين والهند بكامل مساحة اليابسة الأوروبية، وليس بدولة أوروبية واحدة». ومع ذلك، لأسباب تاريخية وثقافية، فإن رؤية أوروبا كقارة منفصلة مستمرة في عدة تصنيفات.
إذا جرى تعريف القارات بشكل صارم على أنها كتل أرضية منفصلة، تضم كل الأرض المتاخمة لجسم ما، فإن أفريقيا وآسيا وأوروبا تشكل قارة واحدة يمكن الإشارة إليها على أنها أفرو-أوراسيا. إلى جانب توحيد الأمريكيتين، وينتج هذا نموذجًا من أربع قارات يتكون من أفرو-أوراسيا وأمريكا والقارة القطبية الجنوبية وأستراليا.
عندما كانت مستويات سطح البحر أقل خلال العصور الجليدية البليستوسينية، كانت مناطق أكبر من الجرف القاري ظاهرة كأرض جافة، ما شكل جسورًا برية بين تسمانيا والبر الرئيسي الأسترالي. وفي ذلك الوقت كانت أستراليا وغينيا الجديدة قارة واحدة مستمرة. وبالمثل، جمع جسر بيرنغ لاند (بيرنجيا) بين الأمريكيتين وأفرو-أوراسيا. وانضمت جزر أخرى، مثل بريطانيا العظمى، إلى البر الرئيسي لقاراتها. في ذلك الوقت، لم يكن هناك سوى ثلاث قطع أرضية منفصلة: أفرو - أوراسيا - أمريكا، والقارة القطبية الجنوبية، وأستراليا - غينيا الجديدة.

## المساحة والسكان
يوضح الجدول التالي التوزيع السكاني والجغرافي لكل قارة:
| القارة                         | المساحة (كم²) | المساحة (ميل²) | النسبة من إجمالي اليابسة | تعداد السكان التقريبي 00 | النسبة من سكان العالم |
| ------------------------------ | ------------- | -------------- | ------------------------ | ------------------------ | --------------------- |
| آسيا                           | 43,820,000    | 16,920,000     | 29.5%                    | 4,393,296,000            | 59.8%                 |
| إفريقيا                        | 30,370,000    | 11,730,000     | 20.4%                    | 1,186,178,000            | 16.1%                 |
| أمريكا الشمالية                | 24,490,000    | 9,460,000      | 16.5%                    | 573,777,000              | 7.8%                  |
| أمريكا الجنوبية                | 17,840,000    | 6,890,000      | 12.0%                    | 418,447,000              | 5.7%                  |
| انتاركتيكا (المتجمدة الجنوبية) | 13,720,000    | 5,300,000      | 9.2%                     | 4,490                    | 0.0%                  |
| أوروبا                         | 10,180,000    | 3,930,000      | 6.8%                     | 738,442,000              | 10.0%                 |
| أوقيانوسيا                     | 9,008,500     | 3,478,200      | 5.9%                     | 39,331,000               | 0.5%                  |

مقارنة بين مساحة وعدد سكان القارات

تبلغ المساحة الإجمالية لجميع القارات هو 150,428,500 كم²، أي ما يقارب 29 ٪ من سطح الأرض البالغ 510,065,600 كم².

## قارّة آسيا
- عدد الدول: 47 دولة معترف بها وبالإضافة إلى 4 كيانات شبة مستقلة.
- المساحة: حوالي: 43,820,000 كلم².
- عدد السكان: 4.4 مليار نسمة تقريباً (4,393,296,000 نسمة).
- أعلى قمة: جبل إفرست (نيبال - التبت) 8848 متر.
- أطول أنهارها: يانغتسي 6300 كيلومتر ويوجد في (جمهورية الصين الشعبية).
- أكبر بلدانها مساحة: روسيا
- أكبر مدنها: طوكيو
- أقدم عاصمة فيها: دمشق
- أهم الحاصلات الزراعية: الأرز، القمح، الزيتون، الفول، قصب السكر، جوز الهند، الشاي، التمور، الحمضيات، القطن،المطاط، الأخشاب.
- الثروات المعدنية والمنجمية:البترول، الذهب، البوكسيت، الفحم، النحاس، الرصاص، القصدير، الحديد، المنجنيز.

## قارّة إفريقيا
- عدد الدول:54 دولة مستقلة.
- المساحة: 30,000,319 كم².
- عدد السكان: 1.2 مليار نسمة تقريباً.
- أكبر بلدانها مساحة: الجزائر (2381741 كم²).
- أعلى قممها: قمة كليمانجارو (تنزانيا) 5895 متر.
- أطول أنهارها: نهر النيل 6695 كلم
- أكبر بلدانها سكانا: نيجيريا (170,123,740 نسمة).
- أكبر مدنها: لاغوس
- أكبر دولة مصدرة للنفط الجزائر
- أهم الثروات الزراعية: القمح، الذرة، الزيتون، عنب، قصب السكر، التمور، الحمضيات، الفول السوداني، الموز، القطن، المطاط.
- أهم الثروات المعدنية والمنجمية: البترول، الفحم، الحديد، النحاس، الذهب، الماس، الفوسفات، الكوبالت، الكروم، القصدير.

## قارّة أوروبا
- عدد الدول المستقلة: 53 دولة مستقلة
- المساحة: 10,531,001 كم²
- عدد السكان: 738 مليون نسمة
- أعلى قممها: قمة إلبروس 5633 متر (في سلسلة جبال القوقاز)
- أطول أنهارها: نهر فولغا 3688 كلم ويصب في بحر قزوين
- أكبر بلدانها مساحة: روسيا
- أكثر البلدان سكانا: روسيا
- أكبر المدن: موسكو
- الثروات الزراعية: القمح، الذرة، الشعير، الأرز، الشمندر السكري، القطن، الزيتون، العنب، الحمضيات، الأخشاب.
- الثروات المعدنية والمنجمية: البترول، الفحم، النيكل، البوكسيت، الحديد، الزنك، المنغنيز، الكبريت، الرصاص، النحاس، الزئبق.

## قارة أمريكا الشمالية
- عدد الدول المستقلة: 37 دولة مستقلة
- المساحة: 24,257,000 كم²
- أكبر بلدانها من حيث المساحة: كندا 9.984.670 كم2
- عدد السكان: 573 مليون نسمة
- أعلى قممها: قمة دينالي في آلاسكا 6193 متر
- أطول أنهارها: نهر المسيسيبي
- أكبر مدنها: مكسيكو
- أهم الثروات الزراعية: القمح، الذرة، الفواكه، العنب، الشوفان، السكر، البن، القطن، الموز، الأخشاب.
- أهم الثروات المعدنية والمنجمية: البترول، الفحم، النيكل، القصدير، الكبريت، الفوسفات، البوكسيت، النحاس، الحديد، الرصاص، الزنك، الفضة، الذهب.

## قارّة أمريكا الجنوبية
- عدد الدول المستقلة: 12 دولة
- المساحة: 17,810,000 كم²
- عدد السكان: 418 مليون نسمة
- أكبر بلدانها مساحة: البرازيل 8,511,965 كم²
- أكبر بلدانها سكانا: البرازيل 151 مليون نسمة
- أعلى قممها: أكونكاغوا في الأرجنتين 6960 متر
- أطول أنهارها: نهر الأمازون في البرازيل 6570 كلم
- أكبر مدنها: ساو باولو 10 ملايين نسمة
- الثروات الزراعية: الموز، الحمضيات، الكتان، البن، الكاكاو، قصب السكر، العنب، القمح، الذرة، القطن، المطاط، الأخشاب.
- الثروات المعدنية والمنجمية: البترول، الفحم، القصدير، الزمرد، الألماس، البوكسيت، النحاس، الحديد، المنغنيز، الفضة، الذهب.

## قارّة أوقيانوسيا
- عدد الدول المستقلة : 14دولة مستقلة
- المساحة: 8,510,000 كم²
- أكبر بلدانها مساحة: أستراليا 7686850 كم²
- عدد السكان: 39 مليون نسمة
- الكثافة: 3.5 (نسمة/كم²)
- مكتشفها هو البحار الإنجليزي جيمس كوك عام 1770م
- أعلى قممها: قمة ويلهلم 4964 متر في جزيرة بابوا غينيا الجديدة
- أطول أنهارها: نهر موراي وروافده 2575 كم²
- أكبر مدنها: سيدني (4.5 مليون نسمة)
- أهم الثروات الزراعية:العنب، الموز،التفاح، قصب السكر، جوز الهند، القمح،الكاكاو، البن،الأخشاب، المطاط.
- الثروات المعدنية والمنجمية:البترول، الفحم،الذهب، الفضة،الرصاص، الزنك،النحاس، النيكل.